# Титан (фильм, 2021)
«Титан» (фр. Titane) — франко-бельгийский художественный фильм 2021 года в жанре боди-хоррор режиссёра Жюлии Дюкурно с Агат Руссель и Венсаном Линдоном в главных ролях. Получил «Золотую пальмовую ветвь» 74-го Каннского кинофестиваля, был выдвинут на премию «Оскар» от Франции, но не попал в шорт-лист номинантов. Мнения критиков о фильме разошлись.

## Сюжет
Главная героиня по имени Алексия в детстве попала в аварию из-за того, что отвлекла своего отца во время вождения, и в её череп установили титановую пластину. Став взрослой, она продолжает жить с родителями, но практически не общается с ними. Алексия работает танцовщицей на выставках автомобилей. После одного из выступлений к ней начинает приставать поклонник, Алексия убивает его шпилькой для волос и возвращается в ангар выставки, чтобы принять душ. Автомобиль, на котором она танцевала, сам собой заводится и подъезжает к ней. Алексия, сомкнутая ремнями безопасности на заднем сиденье, занимается с автомобилем сексом.
Утром героиня понимает, что забеременела. Она идёт на свидание со своей коллегой Жюстин и во время секса убивает её шпилькой. Становится ясно, что Алексия — серийный убийца, совершающий преступления по всей Франции. Она убивает почти всех соседей Жюстин, потом поджигает свой дом и запирает спальню родителей, чтобы те не могли выбраться. Зная, что её видела сбежавшая из дома Жюстин девушка, Алексия пускается в бега, решив выдать себя за пропавшего много лет назад мальчика Адриана, фотографию которого видит на плакате на вокзале. Для этого она ломает себе нос, стрижёт волосы, а грудь и растущий живот прячет, стянув эластичным бинтом. Под именем Адриана Алексия сдаётся полиции. Отец мальчика Венсан подтверждает, что перед ним сын, и отказывается делать тест ДНК.
Венсан забирает Алексию домой и берёт в качестве стажёра в пожарную бригаду, которую возглавляет. Молчаливый и явно травмированный коллега пугает других пожарных. Один из них видит фотографию разыскиваемой Алексии и замечает её сходство с «Адрианом». Тем временем выясняется, что Венсан зависим от стероидов, у Алексии появляется шанс сбежать, но она решает остаться. Приезжает бывшая жена Венсана, которая скептически относится к истории о возвращении Адриана. Случайно она видит, как Алексия утягивает грудь и живот эластичным бинтом, но не выдаёт её, взяв обещание заботиться о Венсане. У Алексии появляются грудные выделения, похожие на моторное масло, а живот лопается, оголяя титановую утробу внутри. Случайно тайну Алексии узнаёт и Венсан: после душа с неё падает полотенце, но Венсан говорит, что для него она — сын, которого он продолжит любить.
Во время домашних родов Алексия называет Венсану своё настоящее имя и умирает. В финальной сцене Венсан держит на руках новорождённого ребёнка с титановыми позвонками и говорит, что будет жить ради него.

## В ролях
- Агат Руссель — Алексия/Адриан
- Венсан Линдон — Венсан
- Геранс Марилье — Жюстин
- Лаис Саламе — Райан
- Мара Сиссе — Жанте
- Марен Жюда — Шарье
- Дион-Кеба Таку — Сиссоко
- Мирьям Ахеддиу — мать Адриана
- Бертран Бонелло — отец Алексии
- Селин Каррер — мать Алексии
- Адель Гигю — Алексия в 7-летнем возрасте

## Создание и оценки
Проект был анонсирован в сентябре 2019 года. Режиссёром стала Жюлия Дюкурно, для которой это был второй полнометражный фильм, главные роли получили Венсан Линдон и Агата Руссель. Съёмки начались в сентябре 2020 года. Премьера состоялась 13 июля 2021 года на Каннском кинофестивале, 14 июля того же года фильм вышел во французский прокат.

Фильм был удостоен Золотой пальмовой ветви 74-го Каннского кинофестиваля. Он получил высокую оценку от кинокритиков изданий Variety, The Hollywood Reporter, Vulture, BBC Culture, «Искусство кино», «Зона ужасов», KKBBD.com.
«Титан» — уникальное кино-переживание, которое не каждого приведёт в восторг. Но которое важно не пропустить. К сожалению, российский прокат ограниченный. Даже в крупных городах кинотеатры, взявшие фильм в репертуар, можно пересчитать по пальцам одной руки. Что невероятно мало для страны, которая поместила тему семейных ценностей в Конституцию.
Отрицательные рецензии написали кинокритики The Guardian, «Российской газеты», «Новой газеты». Антон Долин охарактеризовал «Титана» как фильм, «лишённый внутренней дисциплины и логики» и вторичный по отношению к картинам Дэвида Кроненберга (в частности, к «Автокатастрофе»).
«Титан» был выдвинут на премию «Оскар» от Франции, но не попал в шорт-лист номинантов.

## Награды и номинации
- 2021 — приз «Золотая пальмовая ветвь» Каннского кинофестиваля.
- 2021 — приз зрительских симпатий в категории «Полуночное безумие» кинофестиваля в Торонто[23].
- 2021 — приз «Золотая лягушка» фестиваля Camerimage.
- 2021 — участие в конкурсной программе кинофестиваля в Сан-Себастьяне.
- 2021 — премия Европейской киноакадемии лучшему европейскому художнику по гриму и причёскам (Флор Массон, Оливье Афонсо, Антуан Мансини), а также четыре номинации: лучший европейский фильм, лучший европейский режиссёр (Жюлия Дюкурно), лучшая европейская актриса (Агата Руссель), лучший европейский актёр (Венсан Линдон).
- 2021 — попадание в пятёрку лучших иностранных фильмов года по версии Национального совета кинокритиков США.
- 2022 — премия «Люмьер» самой многообещающей актрисе (Агата Руссель), а также две номинации: лучший актёр (Венсан Линдон), лучшая музыка (Джим Уильямс).
- 2022 — две премии «Магритт» за лучший иностранный фильм совместного производства и за лучшую операторскую работу (Рубен Импенс), а также три номинации: лучшая актриса второго плана (Мирьям Ахеддиу), лучшая работа художника-постановщика (Лори Колсон, Лиза Пео), лучший звук[24].
- 2022 — четыре номинации на премию «Сезар»: лучший режиссёр (Жюлия Дюкурно), самая многообещающая актриса (Агата Руссель), лучшая операторская работа (Рубен Импенс), лучшие визуальные эффекты (Марсьяль Валланшон)[25].
- 2022 — номинация на премию BAFTA за лучшую режиссуру (Жюлия Дюкурно).
- 2022 — номинация на премию «Спутник» за лучший международный фильм.
- 2022 — номинация на премию «Бодиль» за лучший неамериканский фильм.
- 2022 — номинация на премию «Орлы» за лучший европейский фильм.
- 2022 — две номинации на премию Лондонского кружка кинокритиков за лучший фильм года и за лучший фильм года на иностранном языке.